# Glyptorhaestus japonicus
Glyptorhaestus japonicus là một loài tò vò trong họ Ichneumonidae.